# Nant
Nant är en kommun i departementet Aveyron i regionen Occitanien i södra Frankrike. Kommunen ligger  i kantonen Nant som ligger i arrondissementet Millau. År 2022 hade Nant 1 017 invånare.

## Befolkningsutveckling
Antalet invånare i kommunen Nant
Referens: INSEE